# Shay Astar
Shay Astar (Los Angeles, 29 de setembro de 1981) é uma atriz, cantora e compositora norte-americana. Ela é mais conhecida por seu trabalho no final da década de 1990, retratando a feminista adolescente August Leffler, um personagem semi-regular na sitcom Terceira rocha do sol. Ela também interpretou Elizabeth no filme de comédia de Halloween Ernest Assustou-Se Estúpido (1991), Paula Kelly Rapaz Conhece O Mundo Episódio "I Am Not a Crook", e Isabella, A amigo imaginário de uma jovem a bordo da Empresa na Star Trek: A Próxima Geração episodio "Amigo Imaginário"em 1992. Em 1996, ela dublou Andrea na série de desenhos animados. Os Miúdos Oz.
Astar, nascida na Califórnia, lançou seu primeiro EP, Blue Music EP, em 24 de maio de 2010. Isso foi seguido por seu álbum de estreia, Blue Music, em 28 de setembro de 2010.